# 高城丈二
高城 丈二（たかぎ じょうじ、1936年12月3日 - ）は、日本の元俳優・元歌手。本名・清水嘉美（しみず よしみ）。

## 来歴・人物
大阪府豊中市出身。大阪府立北野高等学校卒業。デビュー当時の芸名は若杉 啓二（わかすぎ けいじ）。その風貌から和製ジュリアン・ソレルと称された。その後輸血によって肝炎を患い、闘病生活を余儀なくされた事により、俳優業を自ら退いた。その後は実業家に転じている。

## 出演作品

### 映画
- 真昼の罠（1960年、松竹）
- 渦（1961年、松竹）
- 痛快太郎（1961年、松竹）
- 斑女（1961年、松竹）
- 社長と女秘書 全国民謡歌合戦（1963年、大蔵映画）
- ならず者（1964年、東映）
- 孤独（1964年、松竹）
- 悪魔のようなすてきな奴（1965年、東映）
- 無宿者仁義（1965年、東映）
- 流れ者仁義（1965年、東映）
- ギャング頂上作戦（1965年、東映）
- 北海の暴れ竜（1966年、東映）
- 夜のひとで（1967年、松竹）
- 藤猛物語 ヤマト魂（1968年、日活）
- 明治血風録 鷹と狼（1968年、日活）
- あぶく銭（1970年、大映）
- 姿三四郎（1970年、松竹）
- 若き日の講道館（1971年、大映）
- 海兵四号生徒（1971年、大映）
- 新座頭市物語 折れた杖（1972年、東宝）
- 暗黒街のドラゴン 電撃ストーナー（1974年、ゴールデン・ハーベスト）※香港映画（共演：ジョージ・レーゼンビー、アンジェラ・マオ他、配給：東映洋画）
- 天保水滸伝 大原幽学（1976年、富士映画）

### テレビドラマ

#### レギュラー出演
- 孤独の賭け（1963年、NET） - 蒔田二郎
- 廃虚の唇（1964年、NET）
- 悪魔のようなすてきな奴（1964年 - 1965年、NET） - 紋蝶四郎
- アスファルトジャングル（1965年、NET）
- 悪の紋章（1965年 - 1966年、NET）
- 嵐のなかでさよなら（1966年、NET） - 東金八郎
- 七つの顔の男（1967年 - 1968年、NET） - 多羅尾伴内
- 37階の男（1968年、NTV） - 風早刑事
- プロファイター（1969年、NTV） - 洞門桜
- 特命捜査室（1969年、CX） - 旭五郎
- 姿三四郎（1970年、NTV） - 檜垣源之介
- ライオン奥様劇場 / あいみての（1970年、CX）
- 負けられません!（1971年、ABC） - 三枝健一郎
- 女人平家（1971年 - 1972年、ABC） - 坊城隆房
- 火曜日の女 / あの子が死んだ朝（1972年、NTV）
- シンデレラの海（1973年、THK）
- ザ・ボディガード（1974年、NET） - 黒沢竜吾
- 非情のライセンス 第2シリーズ（1974年 - 1977年、NET） - 大門刑事(第13、14、20、26話）
- 野望（1977年 - 1978年、ANB） - 有坂茂樹
- 伝七捕物帳（1979年、ANB） - 泉勢之進

#### ゲスト・単発出演
- 特別機動捜査隊 第125話「誘惑者」（1964年、NET）
- あゝ同期の桜 第23話「出撃前夜」（1967年、NET）
- 七人の刑事 第2シリーズ 第17話「錆びた銃弾」（1964年、TBS）
- 日本剣客伝 第3話「上泉伊勢守」（1968年、NET）
- 素浪人 月影兵庫 第2シリーズ 第74話「お山の大将が二人いた」（1968年、NET） - 兵馬
- 日本任侠伝 第2シリーズ 第1話「灰神楽三太郎」（1969年、NET）
- 新三匹の侍 第2話「申の刻には獣が死ぬ」（1970年、CX） - 若林十内
- ゴールドアイ 第15話「死闘また死闘」（1970年、NTV） - 中谷
- 素浪人 花山大吉 第80話「オヤジよあなたはヒドかった」（1970年、NET） - 死神の松
- プレイガール 第69話「殺しの前に入浴を」（1970年、12ch） - 健二
- 怪奇十三夜 第9話「怪猫美女屋敷」（1971年、NTV）
- 東芝日曜劇場 第770話「夫婦タクシー」（1971年、ABC）
- 弥次喜多隠密道中 第2話「逃亡者」（1971年、NTV） - 関口伝衛門
- 遠山の金さん捕物帳 第70話「笑って消えた男」（1971年、NET） - 栄次郎
- 千葉周作 剣道まっしぐら 第34話「この道・尽きず」（1971年、TBS）- 秋山要助
- ターゲットメン 第7話「真珠湾沖大海戦」（1971年、NET）
- 銭形平次 第312話「涙の十手」（1972年、CX） - 木場の仁吉
- 大江戸捜査網 第69話「琉球の女」（1972年） - 大窪
- 長谷川伸シリーズ 第12話「頼まれ多九蔵」（1972年、NET） - 閂の蟹蔵
- 非情のライセンス 第1シリーズ 第20話「兇悪の正義」（1973年、NET） - 谷川刑事
- どっこい大作 第38話「今に見てくれ! おっ母さん!!」（1973年、NET） - 健
- 旗本退屈男 第5話「おらんだ坂の黒い霧」（1973年、NET）
- ぶらり信兵衛 道場破り 第6話「危うし! 鼠小僧」（1973年、CX） - 鼠小僧
- 大久保彦左衛門 第33話「旗本黄金夜叉」（1974年、KTV） - 宮部伝十郎
- プレイガールQ 第2話「禁じられた恋人」（1974年、12ch） - 槇信次
- 大都会 PARTII 第26話「Gメン抹殺指令」（1977年、NTV） - 麻薬取締官・根津清四郎
- 江戸の牙 第4話「逆転! 八万両の行方」（1979年、ANB） - 火盗改与力・神崎